# Симптом Курвуазьє
Симпто́м Курвуазьє́ (фр. Courvoisier symptôme, англ. Courvoisier's law; також іноді правило Курвуазьє, закон Курвуазьє, ознака Курвуазьє — Террьє) — діагностичний симптом, який спостерігають під час виникнення патологічного стану — закриття виходу із загальної жовчної протоки (холедоха) через вдавлювання головним чином пухлиною головки підшлункової залози, пухлиною в області великого (фатерового) сосочка дванадцятипалої кишки, холангіокарциномою, метастазами у цю ділянку із злоякісних пухлин іншої локалізації (жіноча і чоловіча статева система, шлунок тощо). Іноді поява симптому можлива при доброякісних стриктурах холедоха, заповзанні до нього з кишечнику аскарид тощо. При закупорці холедоха каменем (холелітіаз) такий симптом спостерігають рідко.

## Етимологіясимптому
Вважають, що першим його у 1890 році описав швейцарський хірург, піонер хірургії жовчних шляхів Людвіг Георг Курвуазьє (фр. Ludwig Georg Courvoisier). Він тоді описав свої спостереження, що у пацієнтів із жовтяницею і відчутним, але безболісним збільшенням розмірів жовчного міхура часто є злоякісна обструкція холедоха. Такі прояви присутні в 50% -70% пацієнтів з раком фатерового сосочка або головки підшлункової залози. Симптому в подальшому надали його ім'я. Значно пізніше його описав французький хірург Луї-Фернан Террьє (фр. L.-F. Terrier), тому іноді в франкомовній медичній літературі симптом також називають ознакою чи правилом Курвуазьє-Террьє. 

## Методика виявлення симптому
У нормі пропальпувати жовчний міхур навіть в дуже худого індивідуума не вдається. При злоякісній обтурації він значно збільшується в розмірах, тому його виявляють у вигляді безболісного напруженого еластичного грушоподібного утворення у правому підребер'ї. Проєкція дна жовчного міхура на передню черевну стінку відповідає куту, утвореному зовнішнім краєм правого прямого м'яза живота і реберною дугою на рівні злиття хрящів правих IX-X ребер. Крім того, «точка жовчного міхура» відповідає перетину двох ліній: вертикальної, яка проходить через середину правої ключиці, і горизонтальної, що з'єднує кінці лівих і правих X ребер. 
При цьому наявна жовтяниця, яку легко визначають за жовтим забарвленням різної інтенсивності шкіри та, особливо, склер.  

## Сутність симптому
Утворення великого напруженого безболісного жовчного міхура, як вважають, відбувається тому, що злоякісна обструкція призводить до наростаючого внутрішньопротокового підвищеного тиску, яке призводить до роздування проток, аж до тих, що розташовані всередині печінки, і, особливо, жовчного міхура. При закупорюванні холедоха каменем такого часто не відбувається. адже холелітіаз виникає на тлі жовчнокам'яної хвороби як ускладнення, а при цьому стінка міхура змінена тривалим запаленням і фіброзом, що унеможливлює її розтягування, тобто й збільшення самого міхура. Крім цього, обтурація каменем холедоха частенько є клапанною, з наявністю періодів відновлення току жовчі, що зменшує тиск всередині протоки. Але при невеликій кількості випадків раннього виникнення холелітіазу на тлі нетривалої жовчнокам'яної хвороби поява симптому Курвуазьє є можливою, особливо тоді, коли камінь швидко і міцно закрив просвіт холедоха.
Через наростаючу тривалу затримку жовчі в холедоху з'являється жовтяниця, яку відносять до холестатичної за видом.  
Зрідка такий збільшений міхур виникає за рахунок закриття безпосередньо протоки самого міхура, але при пальпації він є більш напруженим і чутливим, а жовтяниця тоді не утворюється, тобто у цій ситуації про позитивний симптом Курвуазьє мова не йде.    